# 斯賓塞·李斯特
斯賓塞·李斯特（Spencer List，1998年4月6日—）是美國的一位童星。他最著名的作品包括福斯廣播公司的危機邊緣等電視劇。李斯特出生在佛羅里達。